# Chavigny (Aisne)
Chavigny település Franciaországban, Aisne megyében. Lakosainak száma 159 fő (2022. január 1.). Chavigny Cuffies, Juvigny, Leury, Pasly és Vauxrezis községekkel határos.

## Népesség
A település népességének változása:
| Lakosok száma | 143  | 133  | 159  | 154  | 146  | 138  | 146  | 158  | 164  | 159  |
|               | 1962 | 1975 | 1990 | 2006 | 2011 | 2013 | 2016 | 2018 | 2020 | 2022 |